# Crespine
Een crespine is een haaraccessoire voor vrouwen, gedragen in de middeleeuwen van ca. 1200 tot 1500. Het is een soort haarnetje van goud- of zilverdraad, vaak met parels en edelstenen bezet.
In de middeleeuwen droegen vrouwen iets op het hoofd, los haar werd beschouwd als te verleidelijk. Koninginnen, jeugdige adellijke en ongetrouwde vrouwen werden wel afgebeeld zonder hoofdbedekking. Het haar werd dan gevlochten en opgerold in een crespine (haarnet). Op vroeg Gotisch beeldhouwwerk aan kathedralen en kerken vinden we beelden van adellijke dames of van heiligen afgebeeld met een crespine.
Voorbeelden zijn te vinden aan de kathedraal van Chartres en in Les Très Riches Heures du duc de Berry.
In latere tijden werd de crespine ook gecombineerd met de kaproen of de touret, een opstaande haarband met kinband.